# Economic Operator Registration and Identification
Een eori- of btw-identificatienummer is een unieke code ter identificatie van een btw-plichtige onderneming. Het is van belang als er zaken worden gedaan over de grens en dan met de Douane te maken krijgt. Niet alleen als rechtspersoon, maar ook als gewone burger met een bedrijf. In het juridisch jargon een natuurlijk persoon met een eenmanszaak. Btw-nummers worden in verscheidene landen gebruikt en zijn bedoeld om sneller gegevens uit te wisselen, inclusief deze van de Europese Unie.
In Nederland wordt het eori-nummer ook gebruikt bij de  accijnsvergunning. 
Het nummer wint sterk aan belang met de brexit, omdat het noodzakelijk is om zaken te kunnen (blijven) doen met het Verenigd Koninkrijk. 

## Formaat
Een internationaal eori-nummer moet starten met twee hoofdletters (de ISO-code van het land die het nummer uitgereikt heeft) gevolgd door maximum 15 alfanumerieke karakters. Een nationaal btw-nummer start de code met de tweeletterige ISO 3166-1-code, gevolgd door 5 tot 12 symbolen. In de meeste landen, zoals België, zijn dit numerieke symbolen, al worden in sommigen landen, waaronder Nederland, ook letters gebruikt.